# أوسيم (مركز)
مركز أوسيم، مركز إداري مصري. يقع في محافظة الجيزة الواقعة في جمهورية مصر العربية. القاعدة الإدارية للمركز هي مدينة أوسيم.